# Georg Alexander von Müller
Georg Alexander von Müller (né le 24 mars 1854 à Chemnitz - mort le 18 avril 1940 à Hangelsberg) est un officier de marine allemand chef du Cabinet de la Marine de 1906 à 1918.

## Biographie

### Famille
Georg Alexander von Müller grandi en Suède où son père Alexander est professeur de chimie à l'Académie agricole de Stockholm. Sa mère Klara Therese Kurzwelly est la fille d'un cantor de Chemnitz. Georg Alexander a deux frères : Konrad Alexander Müller-Kurzwelly (de) né en 1855 et Sven Alexander né en 1857 à Stockholm.

### Carrière militaire
Von Müller entre contre la volonté de son père dans la Marine impériale allemande comme cadet le 31 mai 1871. Il sert à de nombreux postes dont ceux de commandant du canonnier Iltis de novembre 1891 à octobre 1892 en Asie de l'est et de commandant du croiseur SMS Deutschland de septembre 1898 jusqu'au 28 mars 1900. Il sert également dans l'état-major du contre-amiral Henri de Prusse.
Il est anobli le 14 mars 1900. Aide de camp de l'empereur Guillaume II à partir de 1904, il est nommé chef du Cabinet de la Marine en 1906. À ce poste, il s'occupe de différents domaines techniques et entre en contact avec de nombreux hommes politiques présent à la cour.